# Іфрім В'ячеслав Дмитрович
В'ячесла́в Дми́трович Іфрім (1988—2024) — молодший лейтенант Збройних сил України, учасник російсько-української війни.

## Життєпис
Народився 28 лютого 1988 року в Молдавській РСР. З дитинства проживав на Вінниччині. Закінчив середню школу в селі Мовчани, старшу — у Жмеринці. Навчався у Вінницькому національному технічному університеті на факультеті програмної інженерії. Працював на кондитерській фабриці. 
Мобілізований у лютому 2024 року, в травні цього ж року пройшов навчання в Одеській військовій академії. Після навчання присвоєно звання молодшого лейтенанта. Обіймав посаду командира 3-го десантно-штурмового взводу 3-го десантно-штурмового батальйону 82-ї окремої десантно-штурмової бригади. Загинув 9 серпня 2024 року під час виконання бойового завдання на території Курської області.

## Нагороди
- Орден Богдана Хмельницького II ступеня (21 березня 2025, посмертно) — за особисту мужність, виявлену у захисті державного суверенітету та територіальної цілісності України, самовіддане виконання військового обов'язку[4].
- Орден Богдана Хмельницького III ступеня (30 серпня 2024) — за особисту мужність, виявлену у захисті державного суверенітету та територіальної цілісності України, самовіддане виконання військового обов'язку[5].